# Карл Шлегель (льотчик)
Карл Пауль Шлегель (нім. Karl Paul Schlegel; 7 травня 1893, Вексельбург, Німецька імперія — 27 жовтня 1918, Франція) — німецький льотчик-ас, віцефельдфебель Саксонської армії (15 липня 1918). Кавалер золотого хреста «За військові заслуги».

## Біографія
В 1907/12 роках пройшов навчання у військових школах. 1 квітня 1912 року зарахований у званні єфрейтора до Королівського Заксенбурзького кулеметного відділення №19. Потім Шлегель служив у 8-му відділенні, але вже унтерофіцером. Коли почалася Перша світова війна, його частина була додана до 8-ї кавалерійської дивізії, яка брала участь у битвах як у Франції, так і в Росії. 
Втомившись від окопної війни, влітку 1917 року Шлегель вступив в авіацію і був направлений в запасний льотний дивізіон в Альтенберзі. Після складання іспитів на пілота переведений у саксонський 6-й запасний льотний дивізіон, а потім — в розвідувальний 39-й льотний дивізіон, але, отримавши поранення в авіаційній аварії, він повернувся у 6-й запасний льотний дивізіон у січні 1918 року.
На початку травня 1918 року Шлегель був посланий в 1-шу бойову ескадрилью одномісних винищувачів на Західний фронт, але через 5 днів отримав нове призначення — в 45-ту винищувальну ескадрилью.
27 жовтня 1918 року німецький ас загинув у бою проти дванадцяти французьких літаків, після успішної атаки на аеростат о 15:40 біля Аміфонтена. Вважається, що його збив сублейтенант П'єр Маринович із Spa.94, якому зарахували Fokker D.VII у цей же час (для французького аса перемога над Шлегелем стала 19-ю за рахунком).
Всього за Першу світову війну Шлегель збив 24 літальні апарати (у тому числі 15 аеростатів), хоча останні 2 перемоги (літак і аеростат) не були офіційно підтверджені через його загибель.

## Нагороди
- Залізний хреста
  - 2-го класу (1914)
  - 1-го класу (літо 1915) — перший кавалер серед унтерофіцерів 8-ї кавалерійської дивізії.
- Медаль Святого Генріха в сріблі (квітень 1915)
- Нагрудний знак військового пілота (Пруссія)
- Золотий хрест «За військові заслуги» (липень 1918)

Шлегель міг би претендувати на орден Pour le Mérite, оскільки був представлений до виробництва в офіцерський чин, а рахунок його повітряних перемог перевищив 20 перемог, проте загинув до затвердження.